# Ольшина (гмина)
Ольшина (пол. Olszyna) — городско-сельская гмина (волость) в Польше, входит как административная единица в Любаньский повет, Нижнесилезское воеводство. Население 6924 человека (на 2005 год).

## Соседние гмины
1. Гмина Грыфув-Слёнски
2. Гмина Лесьна
3. Гмина Любань